# Rozmysl
Rozmysl (reflexe) je v trestním právu kvalifikovanou formou úmyslu.
Podle českého trestního zákoníku je rozmysl obecnou přitěžující okolností [§ 42 písm. a)] a zároveň znakem kvalifikované skutkové podstaty zločinu vraždy (§ 140 odst. 2).
Rozmysl představuje méně intenzivní stupeň racionální kontroly pachatele nad trestným jednáním než předchozí uvážení. Obojí (rozmysl i předchozí uvážení) tvoří premeditaci v širším slova smyslu.